# Ringeldorf
Ringeldorf is een plaats en voormalige gemeente in het Franse departement Bas-Rhin (regio Grand Est) en telt 79 inwoners (2009).

## Geschiedenis
De plaats maakt deel uit van het kanton Bouxwiller in het arrondissement Saverne. Tot 1 januari 2015 was het deel van het kanton Hochfelden in het arrondissement Strasbourg-Campagne, die op die dag beide werden opgeheven.
Op 1 januari 2019 werd de gemeente opgenomen in de commune nouvelle Val de Moder die 3 jaar eerder was ontstaan door de fusie van de toenmalige gemeenten Pfaffenhoffen, Uberach en La Walck. Hierbij werd de naam van de gemeente aangepast naar Val-de-Moder.

## Geografie
De oppervlakte van Ringeldorf bedraagt 2,8 km², de bevolkingsdichtheid is dus 28,2 inwoners per km².
De onderstaande kaart toont de ligging van Ringeldorf met de belangrijkste infrastructuur en aangrenzende gemeenten.

## Demografie
Onderstaande figuur toont het verloop van het inwonertal.
Pfaffenhoffen · Ringeldorf · Uberach · La Walck